# Castelnuovo di Val di Cecina
Pour les articles homonymes, voir Castelnuovo.
Castelnuovo di Val di Cecina est une commune italienne de la province de Pise, dans la région Toscane.

## Administration
| Période                                  | Période | Identité | Étiquette | Qualité |
| ---------------------------------------- | ------- | -------- | --------- | ------- |
|                                          |         |          |           |         |
| Les données manquantes sont à compléter. |         |          |           |         |

## Sport
- Trofeo Castelnuovo Val di Cecina

### Communes limitrophes
Casole d'Elsa, Monterotondo Marittimo, Montieri, Pomarance, Radicondoli, Volterra